# Corinne Cahen
Corinne Cahen (16 de mayo de 1973) es una política luxemburguesa, miembro del Partido Demócrata.

## Biografía
Corinne Cahen estudió en la Universidad de Estrasburgo y obtuvo una licenciatura en Lenguas Extranjeras Aplicadas, sección de traducción especializada; en Niza realizó un máster en Lenguas Extranjeras Aplicadas, sección Negocios y Comercio; y en París, DESS en periodismo bilingüe francés-inglés en la Universidad Sorbona Nueva-París 3.
Durante sus estudios, trabajó para RTL Luxemburgo (TV y radio) desde 1992 como periodista independiente. Tras numerosas prácticas y colaboraciones (Radio France, Associated Press, Talents, livefootball.com, etc.), fue contratada por AFP. Después de períodos en Washington D. C. y La Haya, Corinne Cahen decidió regresar a Luxemburgo, donde fue contratada como periodista en RTL Radio Lëtzebuerg.
En 2000, decidió hacerse cargo de la empresa familiar Chaussures Léon, creada en 1924. Siguió trabajando como periodista independiente para RTL hasta 2006, año en que nace su segunda hija.
En 2007, fue elegida presidenta del Sindicato Comercial de la Ciudad de Luxemburgo. Profesionalizó el Sindicato de Comerciantes de la Capital y dejó la junta directiva después de dos mandatos.
En 2013, se presentó en las elecciones legislativas anticipadas en la lista del Partido Demócrata DP. Fue electa a la Cámara de Diputados y tomó juramento el 4 de diciembre de 2013 como Ministra de la Familia, Integración y Ministra de la Gran Región en el gobierno de Bettel-Schneider.
Está en el origen de la reforma del permiso parental, destinado a permitir a los padres jóvenes conciliar mejor su vida profesional y su vida familiar. Ella introdujo un permiso parental mucho más flexible y mejor remunerado.
Desde noviembre de 2015, también es presidenta del Partido Demócrata.